# Stare Babice
Stare Babice je vesnice v Polsku nacházející se v Mazovském vojvodství, v okrese Varšava západ, v gmině Stare Babice.
Obec se nachází na silnici č. 580 z Varšavy vedoucí přes Leszno do obcí Żelazowa Wola a Sochaczew, 13 kilometrů západně od centra Varšavy.

## Dějiny
Středověké Babice byly na západ od dnešní návsi při potoce. V první polovině 16. století zde byl dřevěný kostel, fara a farní škola. V roce 1728 byl postaven zděný kostel z iniciativy kancléře Jana Szembeka. V roce 1827 měla obec 26 domů, 266 obyvatel a 3098 věřících místní farnosti. Ve stejném roce se potomci rodiny Babických přestěhovaly do gubernie Minsk, a další majitel, Jasieński, byl zabit při povstání, a panské sídlo vyhořelo.
V 20. století byla na místě bývalého vojenského cvičiště založena Transatlantická telegrafní centrála zničená v roce 1945. V roce 1939 byly Babice v přední linii při obraně Varšavy. V roce 1942 se zde konala poprava 110 Židů přivezených z varšavského ghetta.

## Památky a zajímavosti
- kostel Nanebevzetí Panny Marie z roku 1728, přestavěný v roce 1907
- kostelní fara
- farní hřbitov s náhrobky z konce 19. a 20. století
- vojenský hřbitov s 373 hroby z 2. světové války